# D&D (音楽ユニット)
D&D（ディー・アンド・ディー）は、日本の3人組ダンス＆ボーカルアイドルグループ。1996年から1999年にかけて活動。沖縄アクターズスクール出身。活動当時はライジングプロダクションに所属。アイドルグループと表記される場合もある。

## 来歴
- 1996年8月、シングル「IN YOUR EYES」でデビュー。メンバーのOLIVIAが、当時あまり日本語が話せなかったためか、ほぼ全て英語詞であった。当時の事務所の先輩でもあった安室奈美恵が出演していた「たかの友梨ビューティークリニック」のCMソングに選ばれる。同年11月、2枚目のシングル「LOVE IS A MELODY」では一転して、大半が日本語詞となる。
- 1997年6月、3枚目のシングル「SUNSHINE HERO」を発売。森永「Piknik」のCMソングとなり、グループとして自らCMにも出演。
- 1998年3月、初のアルバム『LOVE IS A MELODY 〜D&D memorial 1st〜』を発売。ただし後述の理由から、グループとして唯一のアルバムとなっている。同年、OLIVIAがサッカー・FIFAワールドカップフランス大会の公式アルバムで、ボーカルとして参加（「OLIVIA」の項目を参照）。この頃からグループと別に活動するようになる。残ったAyaとChikanoで、Aya&Chika from D&D名義での初のシングル「Kiss in the Sun」を発売。
- 1999年2月、OLIVIAがソロ歌手としてデビュー。同年4月、Aya&Chika from D&D名義で2枚目のシングル「Rise in my heart」を発売[3]。その後、グループとしては活動休止。
- 2022年10月2日、24年ぶり一夜限りの再結成。沖縄コンベンションセンター展示棟にて行われた「沖縄アクターズスクール大復活祭〜本土復帰50周年記念〜」に出演。Ayaが仕事の都合で参加できなかったため、OLIVIAとChikaの二人でパフォーマンスを行った。

## エピソード
- 沖縄アクターズスクール時代、比嘉千賀乃と上原あやがSPEEDの前身であるBRAND NEW KIDSに在籍していた。
- OLIVIAがメインボーカルであるため、テレビ番組に出演する際はセンターに立って歌っていた。しかし2ndシングル『LOVE IS A MELODY』で活動していたときはAyaがセンターを務めていた。
- 『SHAPE UP LOVE』発売と前後してフジテレビ系の音楽番組『HEY!HEY!HEY! MUSIC CHAMP』に出演した際、トークのコーナーでAyaがMCの浜田雅功に頭を叩かれたが、Ayaは「ヤッタァー！」と喜びながら叫んだ。その理由は当時、同番組で浜田に頭を叩かれると売れる（シャ乱Qのつんく♂談）といったジンクスが有ったため。また番組中で当時日本語があまり話せなかったOLIVIAがダウンタウンに下品な日本語を言わされていた。
- シングル曲は、3枚目のシングル『SUNSHINE HERO』を除いて全てユーロビートのカバーである。「SUNSHINE HERO」は、SMAPなどの楽曲を手掛けていた庄野賢一が作曲した曲である。
- CDデビュー当時は、所属事務所の方針で一切メディア出演を行わなかった。顔出しを行うようになったのは2枚目のシングル『LOVE IS A MELODY』からである[4]。

### グループ名の由来
- グループ名については定かではないが、「Dream」「Dance」「Dash」など色々な意味が込められている。また、「Dance&Dream」と解釈するファンも居たという。

## メンバー
- OLIVIA（オリビア、本名：オリヴィア・ラフキン、1979年12月9日 - ）メインボーカル。身長153cm。
- Aya（アヤ、本名：上原あや、1982年5月6日 - ）。身長160cm。
- Chikano（チカノ、本名：比嘉千賀乃、1980年11月15日 - ）。身長156cm。

## 作品
（以下全て、avex traxから発売）

### シングル
D&D名義
| #   | 発売日         | タイトル         | 品番       | タイアップ                                        | 備考                                                                   |
| --- | -------------- | ---------------- | ---------- | ------------------------------------------------- | ---------------------------------------------------------------------- |
| 1st | 1996年8月21日  | IN YOUR EYES     | AVDD-20145 | たかの友梨ビューティークリニック CMソング         | KAREN「NOTHING'S GONNA TAKE MY LOVE FROM YOU」のカバー c/w BE MY LOVER |
| 2nd | 1996年11月13日 | LOVE IS A MELODY | AVDD-20154 | たかの友梨ビューティークリニック CMソング         | HELENA「MELODIES OF LOVE」のカバー c/w Grab my love                    |
| 3rd | 1997年6月4日   | SUNSHINE HERO    | AVDD-20175 | 森永乳業・Piknik CMソング（本人出演）             | c/w GIRL FRIENDS                                                       |
| 4th | 1997年11月12日 | SHAPE UP LOVE    | AVDD-20203 | ロート製薬・キャンパスリップ CMソング（本人出演） | CHERRY「ROUND N' ROUND」のカバー c/w Remembering YESTERDAY             |
| 5th | 1998年3月4日   | BRAND NEW LOVE   | AVDD-20229 | 森永製菓・CuBiC CMソング（本人出演）              | DRAMA「LOVE FOR SALE」のカバー c/w YOU'RE NO.1                         |

Aya&Chika from D&D 名義
| #    | 発売日        | タイトル         | 品番       | タイアップ                                    | 備考                                                             |
| ---- | ------------- | ---------------- | ---------- | --------------------------------------------- | ---------------------------------------------------------------- |
| 1st  | 1998年9月30日 | Kiss in the Sun  | AVDD-20258 | 森永製菓・クレープ屋さん CMソング（本人出演） | LOLITA「ROMEO & JULIET」のカバー c/w Dancin' my heart            |
| 2nd  | 1999年4月28日 | Rise in my heart | AVDD-20308 | TBS系アニメ『POWER STONE』主題歌              | GO GO GIRLS「SPIES IN THE SPACE」のカバー c/w Waitin' for Heaven |
| 中止 | 1999年7月23日 | タイトル未定     | AVDD-20320 |                                               | 品番も存在し発売予定だったが中止となった。                       |

- OLIVIAソロ名義の作品についてはOLIVIAのディスコグラフィーを参照

### アルバム
| #   | 発売日        | タイトル                              | 品番       |
| --- | ------------- | ------------------------------------- | ---------- |
| 1st | 1998年3月18日 | LOVE IS A MELODY 〜D&D memorial 1st〜 | AVCD-11639 |

### 参加作品
| 発売日        | タイトル                                                                   | 品番       | 備考 |
| ------------- | -------------------------------------------------------------------------- | ---------- | --- |
| 1997年7月24日 | VELFARRE J-POP NIGHT presents DANCE with YOU                               | AVCD-11571 | 阿久悠作詞の歌謡曲をユーロビート風にアレンジした ライジングプロダクション所属アーティストによるオムニバスアルバム。 D&Dとして「わたしの青い鳥」・「シンデレラ・ハネムーン」に参加。 |
| 2000年8月4日  | SUPER EUROBEAT VOL.150                                                     | AVCD-10150 | DISC2にD&D・Aya&Chika from D&Dのユーロビートカバーを全曲収録。 |
| 2005年3月30日 | スーパーユーログルーヴ Jユーロ・スペシャル・セレクション                   | AVCD-16063 | J-EURO楽曲のコンピレーションアルバム。D&Dの「LOVE IS A MELODY」「REMEMBERING YESTERDAY」、Aya & Chika from D&Dの「Kiss In The Sun」を収録。また、D&Dの「Together Forever」とAya & Chika from D&Dの「Rise in my heart」も「J-EURO MEGA-MIX」内に組み込まれた形で収録している。                                       |
| 2006年9月6日  | スーパー・ユーロ・グルーヴ Jユーロ・ノンストップ・スペシャル・エディション | AVCD-16110 | J-EURO楽曲をノンストップミックスで収録したコンピレーションアルバム。D&Dは「IN YOUR EYES」「LOVE IS A MELODY」「Together Forever」「REMEMBERING YESTERDAY」、Aya & Chika from D&Dは「Kiss in the Sun」「Rise in my heart」を収録。                                                                                   |
| 2022年2月8日  | 沖縄アクターズスクール大復活祭 ～本土復帰50周年記念 コンピALBUM～          |            | 2022年10月2日に沖縄コンベンションセンターで行われた『沖縄アクターズスクール大復活祭 ～本土復帰50周年記念～』の出演アーティストの楽曲を収録した配信限定のコンピレーションアルバム。D&Dは「IN YOUR EYES」「LOVE IS A MELODY」「SUNSHINE HERO」、Aya & Chika from D&Dは「Kiss in the Sun」「Rise in my heart」を収録。 |

## 出演
- 今年もよろしくワイドショー福袋スペシャル(フジテレビ)
- ミュージックステーション(テレビ朝日)
- ミュージック・ジャンプ(NHK)
- HEY!HEY!HEY! MUSIC CHAMP(フジテレビ)
- BOOM BOOM(沖縄テレビ)
- Channel-a(テレビ神奈川)
- スーパージョッキー(日本テレビ)
- うたばん(TBS)
- 日刊!ひっと(日本テレビ)
- ポップジャム(NHK)

## CM
- 鈴丹（1997年）
- 森永乳業「Piknik」（1997年6月）

## 解散後
- OLIVIAは、現在も歌手として活動中。
- AyaとChikanoは2000年に、バラエティ番組『THE夜もヒッパレ』内の女性アイドルグループ「Hipp's」のメンバーとなった。Ayaは一時的に所属した程度だったが、Chikanoは同グループの2001年CDデビュー、2002年活動休止まで所属した。
- 2009年2月、Chikanoが同じ事務所のなか。たつやの紹介で京都在住焼肉店オーナーの一般人男性と6年間の同棲生活を経て結婚。同時に芸能界は引退した。
- Ayaは「夜もヒッパレ」に出演した後、2000年に芸能界を引退。2011年に一般の外国人男性と結婚。挙式にはアイドルとして活動当時、仲のよかったYURIMARIや八反安未果、ほしのあきなども同席していたという。